# Taipingying (sockenhuvudort i Kina, Guizhou Sheng, lat 28,10, long 109,16)
Taipingying (kinesiska: 太平营, 太平营乡) är en sockenhuvudort i Kina. Den ligger i provinsen Guizhou, i den sydvästra delen av landet, omkring 300 kilometer nordost om provinshuvudstaden Guiyang. Antalet invånare är 16 887. Befolkningen består av 8 185 kvinnor och 8 702 män. Barn under 15 år utgör 31 %, vuxna 15-64 år 58 %, och äldre över 65 år 9,0 %.